# Jorge Casado
Jorge Casado Rodríguez (Madrid, 26 de junio de 1989), conocido deportivamente como  Jorge Casado, es un futbolista español que juega en el C. D. Guadalajara de la Segunda Federación de España.

## Trayectoria
Categorías inferiores
Empezó a jugar en 1996 en las categorías inferiores de la A. D. Villa Rosa de su ciudad natal. Permaneció en el club hasta el año 2000 cuando se incorporaría a la disciplina del Rayo Vallecano de Madrid y sus categorías inferiores donde permaneció durante diez temporadas formándose como futbolista antes de pasar a las categorías inferiores del Real Madrid C. F.
En 2010, el Real Madrid C. F. se hizo con los servicios del futbolista donde pasó a formar parte del primer equipo filial, el Real Madrid Castilla Club de Fútbol. Aunque el plan inicial era que perteneciese al Real Madrid Club de Fútbol "C".
Castilla
Desde 2010 entra a formar parte de la disciplina del primer equipo filial a las órdenes de Alberto Toril, convirtiéndose en un fijo del equipo que terminaría en tercer lugar y se clasificaría para jugar la promoción de ascenso a Segunda División después de cuatro años en 2ª B. En ella, el equipo sería eliminado por el C. D. Alcoyano, tras perder por 0-2 en el Estadio Santiago Bernabéu y empatar a 2 goles en el partido de vuelta disputado en Alcoy.
La temporada siguiente, consigue el campeonato del Grupo I de la Segunda División "B" de 2012 lo que les otorgó el derecho a jugar la fase de ascenso de campeones. En ella el filial conseguiría regresar a la Segunda División después de 5 años tras derrotar al Cádiz C. F. por un resultado global de 8-1. En la ida el equipo blanco logró una victoria de 0-3, que se completó en el partido de vuelta en el Estadio Alfredo Di Stéfano con otra victoria por 5-1.
El jugador continuo con su progresión donde era un fijo del equipo, dándose como circunstancia que desde que llegase a la disciplina blanca, siempre entró como titular en todos los partidos que disputó con el equipo filial.
Debut en el Madrid
Las buenas actuaciones de la temporada 2011-12 suponen que el mánager del primer equipo José Mourinho le convoque para el primer equipo, donde debuta oficialmente, y con ello, su debut como futbolista profesional, en el partido de vuelta de los dieciseisavos de final de la Copa del Rey 2011-12 frente a la S. D. Ponferradina entrando en el partido como titular.
Betis
El 4 de julio de 2014 firma por el Real Betis Balompié por dos temporadas con opción a una tercera, se presenta en el Benito Villamarin ese mismo día, junto al portero también recién fichado Dani Giménez. En esa temporada logra el ascenso a primera división del equipo disputando 15 partidos en liga. El 15 de julio de 2015 rescinde su contrato y se desvincula del Real Betis.
Ponferradina
El 20 de julio de 2015  la S. D. Ponferradina hace oficial su incorporación como agente libre, el mismo club que años atrás fue testigo de su debut como profesional.
Real Zaragoza
El 8 de julio de 2016, Casado firmó con el Real Zaragoza de Segunda División.
Xanthi
El 6 de julio de 2017, se marchó al extranjero por primera vez en su carrera después de acordar un contrato con el Xanthi FC de la Superliga de Grecia. Hizo su debut en el primer partido de la temporada, en un empate 0-0 en casa contra PAS Lamia 1964 y su primer gol lo anotó el 29 de abril de 2018, cuando ayudó a los anfitriones a derrotar a Athlitiki Enosi Larissa F.C. por un gol a cero.
Rayo Majadahonda
En verano de 2020 el jugador regresa a España para militar en el Club de Fútbol Rayo Majadahonda.

## Estadísticas

### Clubes
| Club | Div.          | Temporada     | Liga  | Liga  | Liga   | Copas nacionales(1) | Copas nacionales(1) | Copas nacionales(1) | Torneos internacionales(2) | Torneos internacionales(2) | Torneos internacionales(2) | Total | Total | Total  | Media goleadora(3) |
| Club | Div.          | Temporada     | Part. | Goles | Asist. | Part.               | Goles               | Asist.              | Part.                      | Goles                      | Asist.                     | Part. | Goles | Asist. | Media goleadora(3) |
| --- | ------------- | ------------- | ----- | ----- | ------ | ------------------- | ------------------- | ------------------- | -------------------------- | -------------------------- | -------------------------- | ----- | ----- | ------ | ------------------ |
| R. M. Castilla C. F. · España |               |               |       |       |        |                     |                     |                     |                            |                            |                            |       |       |        |                    |
| 2ª B | 2010-11       | 25            | 3     | ?     | 2      | 0                   | ?                   | -                   | -                          | -                          | 27                         | 3     | ?     | 0,11   |                    |
| 2ª B | 2011-12       | 33            | 3     | ?     | 4      | 0                   | ?                   | -                   | -                          | -                          | 37                         | 3     | ?     | 0,08   |                    |
| 2.ª | 2012-13       | 39            | 1     | 4     | -      | -                   | -                   | -                   | -                          | -                          | 39                         | 1     | 4     | 0,08   |                    |
| 2.ª | 2013-14       | 27            | 1     | ?     | -      | -                   | -                   | -                   | -                          | -                          | 27                         | 1     | ?     | 0,04   |                    |
| Total club | Total club    | 124           | 8     | ?     | 6      | 0                   | ?                   | 0                   | 0                          | 0                          | 130                        | 8     | ?     | 0,06   |                    |
| Real Madrid C. F. · España |               |               |       |       |        |                     |                     |                     |                            |                            |                            |       |       |        |                    |
| 1.ª | 2011-12       | 0             | 0     | 0     | 1      | 0                   | 0                   | 0                   | 0                          | 0                          | 1                          | 0     | 0     | 0      |                    |
| Total club | Total club    | 0             | 0     | 0     | 1      | 0                   | 0                   | 0                   | 0                          | 0                          | 1                          | 0     | 0     | 0      |                    |
| Real Betis · España |               |               |       |       |        |                     |                     |                     |                            |                            |                            |       |       |        |                    |
| 2.ª |               |               |       |       |        |                     |                     |                     |                            |                            |                            |       |       |        |                    |
| 2014-15 | 15            | 0             | ?     | 3     | 0      | ?                   | -                   | -                   | -                          | 18                         | 0                          | ?     | 0     |        |                    |
| Total club | Total club    | 15            | 0     | ?     | 3      | 0                   | ?                   | 0                   | 0                          | 0                          | 18                         | 0     | ?     | 0      |                    |
| S.D. Ponferradina · España |               |               |       |       |        |                     |                     |                     |                            |                            |                            |       |       |        |                    |
| 2.ª |               |               |       |       |        |                     |                     |                     |                            |                            |                            |       |       |        |                    |
| 2015-16 | 0             | 0             | 0     | 0     | 0      | 0                   | -                   | -                   | -                          | 0                          | 0                          | 0     | 0     |        |                    |
| Total club | Total club    | 0             | 0     | 0     | 0      | 0                   | 0                   | 0                   | 0                          | 0                          | 0                          | 0     | 0     | 0      |                    |
| Real Zaragoza · España |               |               |       |       |        |                     |                     |                     |                            |                            |                            |       |       |        |                    |
| 2.ª |               |               |       |       |        |                     |                     |                     |                            |                            |                            |       |       |        |                    |
| 2016-17 | 0             | 0             | 0     | 0     | 0      | 0                   | -                   | -                   | -                          | 0                          | 0                          | 0     | 0     |        |                    |
| Total club | Total club    | 0             | 0     | 0     | 0      | 0                   | 0                   | 0                   | 0                          | 0                          | 0                          | 0     | 0     | 0      |                    |
| Total carrera | Total carrera | Total carrera | 139   | 8     | ?      | 10                  | 0                   | ?                   | 0                          | 0                          | 0                          | 149   | 8     | ?      | 0,05               |
| (1) Incluye datos de la Copa del Rey / Supercopa de España (2011-13). En caso de equipo filial se refiere a los partidos de play-off (2010-13). (2) Incluye datos de la UEFA Champions League (2011-13). (3) No incluye goles en partidos amistosos. (Datos de asistencias incompletos). |               |               |       |       |        |                     |                     |                     |                            |                            |                            |       |       |        |                    |